# Neurodanza
Neurodanza es el estudio y aplicación del movimiento como fundamento para incidir en procesos neuronales y cognitivos. Basa sus principios en cómo los movimientos simbólicos y direccionados pueden tener un efecto en la neuroplasticidad y ayudar en procesos de rehabilitación e integración, generando redes neuronales nuevas y más adaptativas. La neurodanza se utiliza actualmente en los campos médicos y clínicos como terapia complementaria y de rehabilitación, mejorando la percepción, emoción, funciones ejecutivas, memoria y habilidades motoras de pacientes y usuarios.
Desde 2014, Neurodanza se viene aplicando en el desarrollo de la creatividad, la integración afectiva, la vitalidad, la mejora: de la comunicación verbal y no verbal, de la expresión corporal, de las relaciones humanas, y como terapia para la eliminación del estrés, la superación de la ansiedad, la depresión, y el aumento de la autoestima.

## Modelos de trabajo
No existe aún consenso en un solo esquema de trabajo, por tanto, se han generado distintas propuestas con base en este concepto asociadas a la educación y el mejoramiento cognitivo, la psicología corporal y la rehabilitación física y mental.

## Instituciones académicas en Neurodanza
- Escuela Superior de Inteligencia Cuántica ESINC: Formaciones presenciales y online de Neurodanza.
- Universidad Isabel I: Master en Neurociencia Educativa, materia de Neurodanza integrada.
- The Academy of Lordz: Neurodance program